# Defecto perfecto
Defecto perfecto es el segundo álbum de estudio de la banda mexicana de pop punk, División Minúscula. Fue lanzado en el 2006. La grabación estuvo a cargo de la banda y la discográfica Sones del Mexside.
La idea de este nuevo disco fue concebida, en parte, por Toy Hernández, quien en ese momento se desempeñaba como director de la compañía discográfica Sones del Mexside. Una vez materializado el proyecto, se unió al equipo de producción Maurizio Terracina, un reconocido productor musical e ingeniero de audio que había trabajado para importantes bandas de renombre como Ely Guerra, Café Tacvba, entre otros. El proyecto culminó en 6 meses y para entonces, solo faltaba el nombre del disco que surgió de manera inesperada según el vocalista Javier Blake; Defecto perfecto representó la esencia de la banda más que al mismo disco. Finalmente seleccionaron a «Sismo» como su primer sencillo musical ya que «representaba muy bien el momento en el que estábamos» según Blake. El disco tuvo gran acogida y aceptación, en parte, por la difusión de sus canciones en los medios especializados en música como MTV y Telehit que transmitieron constantemente los videos de los principales sencillos.
El disco se compone de 12 pistas musicales y tres sencillos. Logró permanecer durante 40 semanas seguidas en la lista de ventas de México. Asimismo alcanzó la décima posición en la lista de éxitos de México durante 25 semanas.
Se le considera uno de los mejores trabajos musicales, en parte, por el gran éxito comercial y por la popularidad de sus principales canciones: «Sismo», «Veneno es Antídoto (SOS)» y «Sognare». Fue certificado con disco de oro por más de 100 000 copias vendidas en México; esta certificación fue concedida el 31 de mayo de 2007 por la Asociación Mexicana de Productores de Fonogramas y Videogramas (AMPROFON). Debido a su buen desempeño comercial, fueron seleccionados para participar en vivo en la gala de los Premios MTV Latinoamérica 2007, donde fueron nominados en 4 categorías, de estas, resultó vencedor en la categoría de  «Mejor Artista — Norte».

## Lista de canciones
1. «Hot Rod»
2. «Veneno es antídoto (S.O.S.)»
3. «Soundtrack»
4. «Sismo»
5. «Un beso al aire y un tiro al pecho»
6. «Cada martes»
7. «Revienta»
8. «Sognare»
9. «N-Amigo»
10. «Mi escena empieza y termina contigo»
11. «Tinta y papel»
12. «Me tomé una pastilla...»

## Edición especial (2007)
- Sismo (video)
- Veneno es antídoto (video)
- Making of Defecto perfecto
- Making of Sognare
- Sognare, Versión 1
- Sognare, Versión 2
- Making of Veneno es Antídoto (S.O.S)
- Galería de fotos

## Miembros y créditos
Todas las canciones compuestas por los miembros originales de la banda.
- Javier Blake - voz, guitarra rítmica,
- Rodrigo "Bucho" Montfort teclados, piano, sintetizadores
- Ricci Pérez - guitarra líder
- Alex Luque - bajo, coros
- Kiko Blake - batería, percusión
- Sacha Triujeque - Mezcla, grabación
- Maurizio Terracina - Producción, audio
- César Rosas - Fotografía
- Aubrey Edwards - Fotografía
- George Marino - Masterización
- Toy Hernández - Productor ejecutivo